# Johannes Milicius

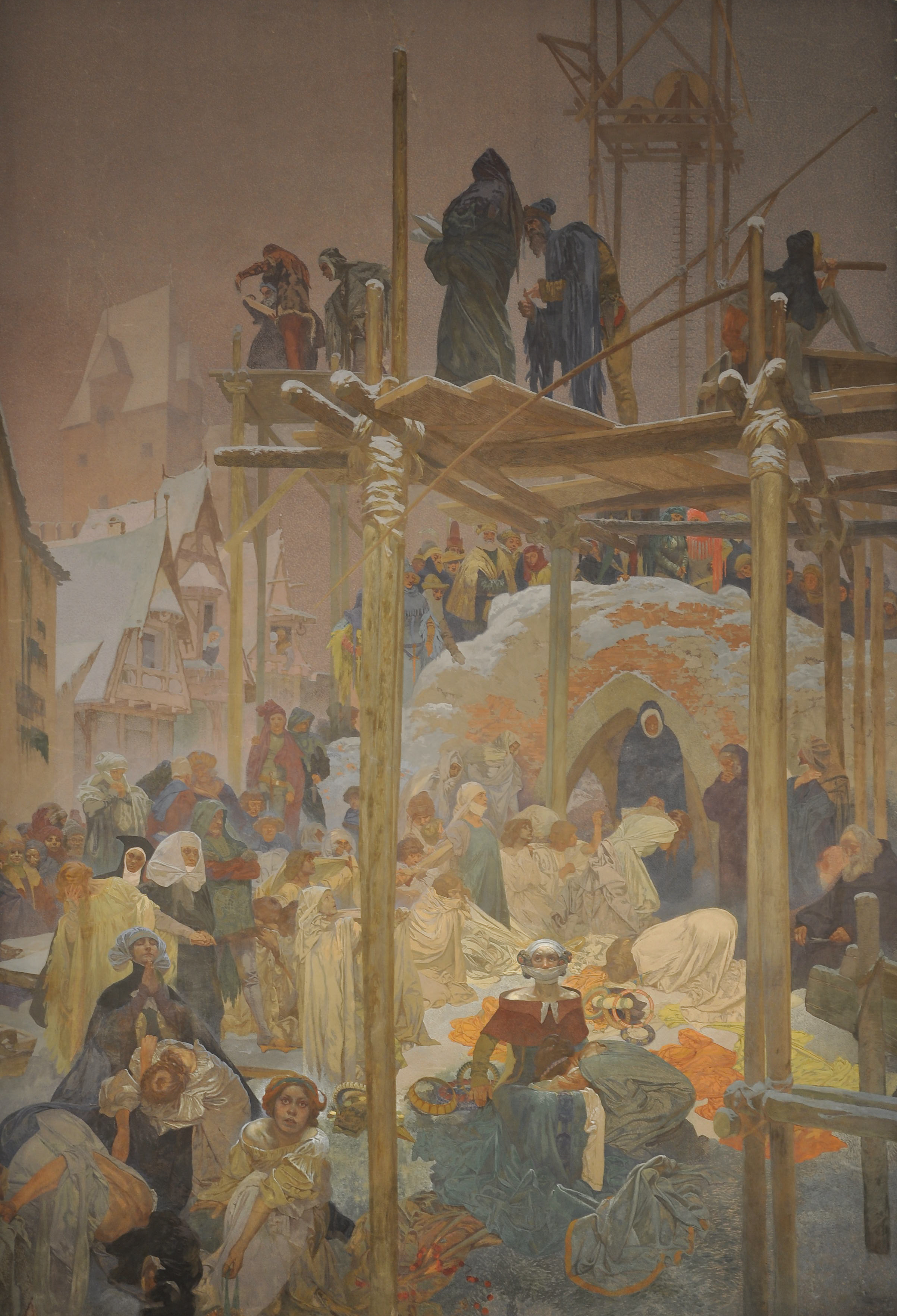
Johann Militsch von Kremsier
(Bild von 1916 aus dem Slawischen Epos von Alfons Mucha)

Johannes Milicius (tschechisch Jan Milíč z Kroměříže; deutsch Johann Militsch von Kremsier; * um 1320–1325 in Kremsier, Mähren; † 29. Juni 1374 in Avignon) war ein böhmischer Reformprediger im Spätmittelalter.

## Leben
Der aus dem Nordmährischen stammende Milicius studierte vermutlich in Olmütz. Ein Studium in Prag kann ausgeschlossen werden, da er sein Studium zum Gründungszeitpunkt der dortigen Universität bereits abgeschlossen hatte und deshalb auch nicht den Titel eines Magisters führte. Er arbeitete fortan als Schreiber bei Adeligen und erhielt wohl  um 1350 eine Anstellung in der Reichskanzlei von Prag, die unter der Leitung Johannes von Neumarkt stand, der 1353 zum Bischof von Leitomischl geweiht und zum Kanzler Karls IV. berufen wurde.
In der über zehnjährigen gemeinsamen Wirkungszeit der beiden Männer beschäftigten sie sich vermutlich besonders mit antiker Rhetorik, wie sie etwa von Cola di Rienzo, der sich von 1350 bis 1352 in Böhmen aufhielt, wiederbelebt wurde. Von diesem übernahm Milicius vermutlich die Vorstellung von einer besseren Welt, die nach der Überwindung des Antichristen kommen und in welcher sich die Kirche zu den Grundsätzen ihrer Urzeit besinnen würde. Ähnliche Einflüsse hatte auch Vojtěch Bludův auf Johannes.
Milicius gewann in der Kanzlei rasch eine angesehene Stellung und wurde vom Skriptor zum Notar befördert. Ende der 1350er Jahre betraute ihn Karl IV. mit diversen diplomatischen Aufträgen. Von diesem erhielt er auch die Provision auf ein Kanonikat im Domkapitel zu St. Veit. Am 21. Januar 1361 setzte sich Johannes von Neumarkt bei Papst Innozenz VI. für eine höhere Pfründe für Johannes ein, der im Oktober des Folgejahres dann Erzdiakon im Prager Domkapitel wurde.
Der Prager Erzbischof Ernst von Pardubitz hoffte, in Milicius einen Mitstreiter für eine gemäßigte Kirchenreform gefunden zu haben und betraute ihn deshalb mit der Wahrnehmung von ein oder sogar zwei Archidiakonaten, womit Milicius unmittelbare Aufsicht über die Kleriker seines Sprengels zu führen hatte. Im Februar 1363 wurde ihm die Stellung des Sakristans im Domkapitel verliehen. In dieser Zeit erkannte Milicius vermutlich diverse Missstände im Prager Klerus, etwa beim Propst des Kapitels, der sich in seinem Palais eine Hurenpforte anlegen ließ.

### Bußprediger
Etwa in dieser Zeit traf Milicius in Prag auf Konrad von Waldhausen, woraufhin er nahezu zeitgleich mit Nikolaus von Kremsier, der bis dato ebenfalls in der böhmischen Hofkanzlei als Pronotar wirkte, aus dem Amt ausschied. Er zog sich für ein halbes Jahr nach Bischofteinitz im Böhmerwald zurück, um sich auf sein Wirken vorzubereiten. Im Herbst 1364 trat er dann gemeinsam mit Konrad von Waldhausen in St. Nikolaus und St. Ägidius in der Prager Altstadt als Buß- und Reformprediger auf. Während Konrad seine Predigten auf Latein und Deutsch hielt, predigte Milicius auf Tschechisch. Er verzichtete von nun an auf jegliche materielle Lebensgrundlage, selbst die von seiner Anhängerschaft gespendeten Mittel teilte er mit Armen.
Da auch Professoren und Studenten der Prager Universität zu seinen Zuhörern gehörten, predigte er bald zusätzlich lateinisch, womit sein Gedankengut auch über Böhmen hinaus bekannt wurde. So dürfte auch Geert Groote Milicius gehört haben, dessen Gedanken er Jahre später dann in den Niederlanden zu verwirklichen suchte. Seine Predigten, die er auch in der Teinkirche hielt, waren vielbesucht, unter den Zuhörern waren höchste Repräsentanten. Kaiser Karl IV. ließ Milicius in den Kerker werfen, nachdem der Prediger den inkognito anwesenden Landesherren mit seinem Namen ansprach und mit dem Antichristen in Verbindung brachte. 1366 veröffentlichte er unter dem Namen Abortivus seine erste Predigtsammlung. Kern dieser Predigten war die Ankündigung des Erscheinens des Antichristen.
1367 reiste er nach Rom, um dort dem aus Avignon erwarteten Papst seine Gedanken vorzutragen, wo er noch gravierendere Missstände erlebte. Er kündigte deshalb an, in Rom den Kampf gegen den „Antichristen“ aufzunehmen, weshalb er nach einem Gebet von der Inquisition festgenommen und im Kloster Santa Maria in Aracoeli inhaftiert wurde. Als der Papst im Herbst in Rom eintraf, nahm sich dessen Bruder, Kardinal Anglic Grimoard (1320–1388), des Falls an und entließ Milicius nach Verhören aus der Haft. Im Oktober 1367 konnte Milicius beim Papst vorsprechen, wobei Urban V. ihn in seinem Eifer zu bremsen suchte und ihm Unterstützung zusicherte.
Daraufhin begab sich Johannes zurück nach Prag, um seine Predigertätigkeit dort wieder aufzunehmen. Nachdem er jedoch feststellen musste, dass der Papst keine Veränderungen veranlasste, richtete er 1368 ein Schreiben an das Kirchenoberhaupt und reiste 1369 erneut nach Rom, um dort Konrad von Waldhausen in seinem Prozess zu unterstützen. Dieser hatte Rom jedoch inzwischen verlassen und war gestorben, so dass Milicius Ende 1369 wiederum nach Prag zurückkehrte.
Von nun an predigte Milicius zusätzlich auch auf Deutsch und hielt drei, statt wie bisher zwei, Predigten am Tag. Diesen Eifer machte sich auch der Erzbischof zunutze und beauftragte ihn mit Synodalreden an den Klerus. Milicius übte offene Kritik an simonistischen Missständen sowie der Ausbeutung von Armen und billigte den Laien deshalb eine gehobenere Stellung innerhalb der Kirche zu. Er war deshalb besonders bestrebt, eine häufige Kommunion der Laien zu erreichen, womit diese dem Priestertum angeglichen werden sollten. Zu diesem Zweck fasste er mehrere Gebete in der Volkssprache ab, von denen jedoch nur noch deutsche und lateinische Texte erhalten sind.

### „Neues Jerusalem“ und Ketzerprozess
Wie Konrad von Waldhausen war auch Milicius bemüht, eine große Schülerschaft um sich zu versammeln, weshalb er ebenfalls eine eigene Predigerschule gründete. Außerdem konzipierte er eine vorbildliche Pfarrei als Gegenpol zur bestehenden Kirche, die er programmatisch als Neues Jerusalem gegenüber dem Alten Babylon (letzteres als Bezeichnung für die bestehende Kirche) bezeichnete. Er bemühte sich deshalb um Gebäude im Prager Rotlichtviertel, wo er diese neue Pfarrei errichten wollte. Durch diverse Schenkungen und Spenden, unter anderem auch von Kaiser Karl IV., erhielt er so nahezu ein komplettes Stadtviertel aus 29 Gebäuden. Beim Erzbischof setzte er dann die Gründung einer neuen Pfarrei durch, deren Kirche der Maria von Magdala geweiht werden sollte und in der er selbst das Amt des Pfarrers und des Patrons übernehmen wollte. In dieser Pfarrei sollten Laien und Geistliche ohne eine von der Kirche bestätigte Regel und völlig gleichberechtigt nebeneinander leben. Dazu gehörten rund 200 Prostituierte sowie seine Gehilfen im Predigeramt. Vermutlich war Milicius' Predigerschule auch für Laien geöffnet, da er diesen ebenfalls ausdrücklich das Recht zu predigen zugestand. Der Grundstein der Pfarrkirche wurde am 19. September 1372 gelegt, eingeweiht wurde sie am Aschermittwoch des Folgejahres.
Da zahlreiche Pfarrer und viele Bettelmönche diese Musterpfarrei als Infragestellung ihrer geistlichen Praxis erlebten, erreichten sie, dass Milicius bereits am 2. August 1373 durch den Generalvikar wieder das Patronat entzogen wurde, welches dann an das erzbischöfliche Konsistorium überging. Außerdem wurde er beim Papst der Ketzerei angeklagt, unter anderem wegen der Vereinigung von Prostituierten zu einer religiösen Gemeinschaft und seiner Einebnung der Unterschiede zwischen Laien und Klerus, die die Grundlagen der hierarchischen Kirche des Mittelalters infrage stellte. Der seit 1372 in Avignon als päpstlicher Pönitentiar tätige Augustiner-Eremit Johannes Klenkok wurde mit dem Fall betraut.
Als erste Auswirkung der Klage traf Anfang 1374 eine Päpstliche Bulle in Prag ein, die in Kopie auch den Bischöfen von Gnesen, Breslau, Olmütz, Leitomischl und Krakau zugesandt wurde und in der vor allem der Erzbischof für die Duldung von Milicius' Tätigkeiten getadelt wurde. Im April 1374 musste sich Milicius wegen der Anklage nach Avignon begeben, wo er im Sommer 1374 verstarb. Der Prozess wurde daraufhin ergebnislos eingestellt, wobei der Häresieverdacht aufrechterhalten wurde.